# Jean-Marie Kélétigui
Jean-Marie Kélétigui (* 12. Mai 1932 in Gnénankaha, Elfenbeinküste; † 31. August 2010 in Katiola, Elfenbeinküste) war Bischof von Katiola.

## Leben
Jean-Marie Kélétigui empfing am 2. Juli 1960 die Priesterweihe. Paul VI. ernannte ihn am 7. Juli 1977 zum Bischof von Katiola. Der Altbischof von Katiola Emile Durrheimer SMA spendete ihm am 30. Oktober desselben Jahres die Bischofsweihe; Mitkonsekratoren waren Laurent Yapi, Weihbischof in Abidjan und Jean-Baptiste Maria Cissé, Bischof von Sikasso. 
Kélétigui trat am 10. Oktober 2002 wegen gesundheitlichen Augen-Problemen als Bischof von Katiola zurück.

## Schriften
- Le Sénoufo face au Cosmos, Abidjan, Dakar: Nouvelles éditions africaines 1978, ISBN 9782723605236